# СД Раднички Београд
СД Раднички је спортско друштво из Београда, Србија. У оквиру спортског друштва тренутно постоји четрнаест клубова.
Спортско друштво је 1951. године на Црвеном крсту добило отворени стадион за мале спортове са трибинама за 5.000 гледалаца, а данас се на његовом месту налази дворана СД Раднички.

## Историја
Петнаест радника разних струка 20. априла 1920. на првом спрату Грађевинско-занатске школе у Улици краљице Наталије су основали БРСК (Београдски раднички спортски клуб), прво радничко спортско друштво у Србији. Један од оснивача и први председник Радничког је био Иван Крстић. У почетку је имао само фудбалску секцију, али су временом формиране и секције у рвању, боксу, шаху, стоном тенису, бициклизму и атлетици. У периоду до Другог светског рата Раднички је имао и музичку, драмску, тамбурашку секцију, као и хор.
Чланови клуба су поред спортских активности били активни и у ширењу идеја о радничким правима и отпору режиму па су често били хапшени, а рад спортског друштва је забрањиван 1930. и 1931. године. Због опасности да се архиве друштва са списковима свих чланова и њиховим личним подацима не докопа окупатор, 1941. године је одлуком чланова цела архива спаљена, а из предратног периода остало је само неколико трофеја и заставица. У антифашистичкој борби у Другом светском рату је погинуло 118 чланова друштва, од којих је 17 проглашено Народним херојима, а њима је подигнута плоча која се налази код хале СД Раднички.
Рад спортског друштва се обнавља 5. новембра 1944, док је 7. јуна 1945. одржана званична оснивачка скупштина. Спортско друштво расте и у већ у првим послератним годинама добија секције за џудо, рукомет, кошарку, рагби, куглање и планинарство.

## Клубови СД Раднички
- ФК Раднички - фудбалски клуб
- БК Раднички - боксерски клуб
- РК Раднички - рукометни клуб
- ЖРК Раднички - женски рукометни клуб
- РК Раднички - рвачки клуб
- ОК Раднички - одбојкашки клуб
- БКК Раднички - кошаркашки клуб
- ЖКК Раднички - женски кошаркашки клуб
- АК Раднички - атлетски клуб
- КК Раднички - куглашки клуб
- ШК Раднички - шаховски клуб
- ПК Раднички - планинарски клуб
- КК Раднички - карате клуб
- ЏК Раднички - џудо клуб
- СК Раднички - стрељачки клуб
- ГК Раднички - гимнастички клуб

## Истакнути чланови СД Раднички
- Душан „Дуда“ Ивковић, познати кошаркашки тренер и селектор кошаркашке репрезентације Србије.
- Слободан „Пива“ Ивковић, познати кошаркашки тренер.
- Светлана „Цеца“ Китић, позната рукометашица и најбоља играчица света по избору ИХФ-а.
- Момир Кецман, познати рвач
- Љубинко Веселиновић, познати боксер и председник СД Раднички.
- Мирослав Читаковић - Ћира, познати рвач и тренер
- Давид Калинић, председник ЖРК Раднички